# Papa Urbà IV
Urbà IV, nascut Jacques Pantaléon (Troyes, vers 1195 – Deruta , 2 d'octubre de 1264), va ser el 182è papa de l'Església catòlica des de 1261 fins a la seva mort.

## Biografia
Jacques Pantaléon va néixer a Troyes, al nord de França ( regió de Xampanya-Ardenes). Era d'una família benestant, encara que no noble, sent fill d'un estimat artesà del calçat. Després d'estudiar teologia i jurisprudència a París, aconseguint el títol de magister en dret canònic, fou canonge i ardiaca a Laon, així com ardiaca a Lieja.
El 1251 el papa Innocenci IV, que abans ja l'havia nomenat capellà seu, el va crear bisbe de Verdun i el va enviar com a legat papal a Alemanya. El papa Alexandre IV el va nomenar Patriarca Llatí de Jerusalem el 1255, en un moment difícil per a Terra Santa, que havia vist esclatar un fort conflicte entre genovesos i venecians.

### L'elecció al Soli Pontifici
Després de la mort d'Alexandre IV, ocorreguda el 25 de maig de 1261, els set, o potser vuit, cardenals que es trobaven a Viterbo i que havien d'elegir el seu successor, no aconseguint convergir els vots sobre cap d'ells, van nomenar el dos cardinals més estimats de l'època, Riccardo Annibaldi i Giangaetano Orsini, per triar el nou pontífex. A finals d'agost, tots dos van fer la seva elecció recaure en Jacques Pantaléon, un desconegut del Sacre Col·legi, que es trobava temporalment a Viterbo, com a patriarca de Jerusalem, per resoldre una qüestió relativa als cavallers de Sant Joan, als quals Alexandre IV havia concedit, entre moltes controvèrsies, una abadia a Betània.
Encara que sorprès, el prelat va acceptar la nominació i va escollir el nom pontifici d'Urbà IV. La nominació de 14 nous cardenals, sis d'ells francesos, en dos consistoris estrets el 1261 i el 1262, va reforçar la seva posició i també va constituir un clar senyal d'agraïment cap als dos grans electors, que els van veure elevats a la porpra quatre dels seus familiars.
Urbà IV mai va establir la seva seu papal a Roma, sinó que va residir entre Viterbo i Orvieto, així com un breu període passat a Perusa abans de la seva mort.

### El pontificat

#### Relacions amb el fill de l'emperador
Des de l'inici del seu pontificat Urbà IV va demostrar ser un continuador de la política dels seus predecessors contra els suaus i, per tant, un declarat enemic de Manfred de Sicília, fill de l'emperador Frederic II. Aquesta línia seva va acabar coincidint amb els plans del cardenal Riccardo Annibaldi, que pretenia crear el senador de Roma, és a dir, governador de la ciutat, Carles I d'Anjou, germà del rei de França Lluís IX, per restablir la supremacia de el partit güelf, posat en grans dificultats els anys anteriors per l'obra de Brancaleone degli Andalò (anterior senador de Roma), que havia format un fort vincle amb Manfred. Per negociar amb Anjou, l'arquebisbe de Cosenza Bartolomeo Pignatelli, que, per motius personals, tenia un odi profund cap al sobirà suau, va ser enviat a la Provença com a legat papal.
Per reforçar encara més la seva posició, el seu caràcter fort el va portar a renovar l'excomunió de Manfred el 6 d'agost de 1262, declarant-lo també destituït del tron de Sicília. Com a resposta, els Hohenstaufen van emprendre, a través d'alguns líders gibelins fidels a ell, una sèrie d'iniciatives militars destinades a aïllar i, possiblement, empresonar el pontífex. Percivalle Doria al ducat de Spoleto, el comte Giordano d'Agliano a la Marca Anconitana, Tedaldo Annibaldi a la costa del Laci i Pietro di Vico a la mateixa Roma es van comprometre. Aquestes operacions van tenir un resultat globalment negatiu,encara que el papa, per fugir d'una possible captura, es veiés obligat a abandonar Orvieto on es trobava, i refugiar-se a Perusa: des d'aquesta ciutat va enviar un missatge urgent a Carles d'Anjou, provocant el seu descens a Itàlia.
Urbà IV no va tenir l'oportunitat de veure l'arribada de les armes franceses, ja que el 2 d'octubre de 1264, mentre es trobava en un convent de Deruta, va morir d'una malaltia sobtada. Va ser enterrat a Perusa, a la catedral de Sant Llorenç. L'any 1935, per complir un desig expressat pel pontífex abans de la seva mort, les seves despulles van ser traslladades a Troyes a la basílica de Sant Urbà, que el mateix pontífex havia començat a construir pocs anys després de la seva elecció, al lloc on es trobava originàriament el seu lloc de naixement; a causa d'una sèrie de vicissituds les obres de construcció de la basílica van acabar només l'any 1905. Per cert cal dir que, sobre la tomba del pontífex i per recordar la meritòria institució de la solemnitat del Corpus Domini, hi havia un fresc que representava Crist. col·locat en l'acte de beneir el papa Urbà i santa Juliana de Cornillon.

#### Govern de l'Església
Urbà IV va ser el responsable de la institució, l'11 d'agost de 1264, de la solemnitat religiosa del Corpus Christi, més correctament anomenada "Solemnitat del Santíssim Cos i Sang de Crist", amb la promulgació de la butlla Transiturus de hoc mundo. El mateix any el Papa va confiar l'encàrrec d'escriure l'ofici de la solemnitat i de la Missa relacionada al teòleg Tomàs d'Aquino , que va compondre, entre altres coses, el famós himne eucarístic Pange lingua , les dues darreres estrofes del qual (conegut com a Tantum Ergo Sacramentum) solen ser cantades pels fidels al final de cada celebració litúrgica que conclou amb la benedicció eucarística.
La idea d'una festa destinada a celebrar el Corpus Domini es deu principalment a una monja agustiniana, santa Juliana de Lieja, que va viure a la primera meitat del segle xiii, que després d'algunes visions que va tenir en la seva joventut, la va promoure amb gran insistència, posant-se en contacte repetidament amb molts religiosos, inclòs el mateix Jacques Pantaléon de Troyes, ardiaca de Lieja aleshores , que va contribuir immediatament a que la festa del Corpus Christi se celebrés pel bisbe de Lieja, Robert de Thourotte, a la seva diòcesi i per primera vegada a l'Església catòlica. Un altre element decisiu en aquesta iniciativa del papa Urbà IV va ser el miracle eucarístic de Bolsena (ciutat de la zona alta de la Tuscia de Viterbo que tanmateix formava part de la diòcesi d'Orvieto), que es va produir l'any 1263, dos anys després de l'inici de el pontificat d'Urbà IV.
Així mateix, va prohibir, encara que sense cap conseqüència pràctica, la traducció i l'estudi dels escrits d'Aristòtil.

#### Consistoris per a la creació de nous cardenals
El papa Urbà IV durant el seu pontificat va crear 14 cardenals durant 2 consistoris diferents.

## Urbà IV en la cultura de masses
Urbà IV apareix a la llegenda protagonitzada pel poeta alemany Tannhäuser, el seu contemporani, que també va inspirar l'òpera homònima de Wagner.
Tannhäuser, després de viure durant un any al regne subterrani de Venus, lliurant-se a la luxúria desenfrenada amb la deessa, vençut pel remordiment, va en pelegrinatge a Roma per demanar l'absolució del papa Urbà IV. El pontífex, però, li mostra la gravetat dels pecats comesos i condiciona el perdó a un miracle: la floració de la seva férula, o bàcul pastoral. Al cap d'uns dies Tannhäuser marxa cap a Viena i la pastoral del papa floreix miraculosament. Per cert, cal assenyalar que el papa Urbà IV no va residir mai a Roma.
Les profecies de Sant Malaquies es refereixen a aquest papa com Jerusalem Campaniae (Jerusalem a Campània), que fa referència al seu naixement a la Xampanya i al fet que abans de ser elegit pontífex va ser patriarca de Jerusalem.